# Golpe de Estado en Chile de 1924
El golpe de Estado del 11 de septiembre de 1924 fue un movimiento militar ocurrido en Chile que generó el fin de la República Parlamentaria y el inicio de la vigencia de la Constitución de 1925.

## Antecedentes

### Ruido de Sables
El 13 de mayo de 1924, la Cámara de Diputados aprobó un proyecto que declaraba que la gratuidad del cargo de parlamentario no obstaba a conceder a los senadores y diputados, mediante ley, asignaciones a título de gastos de representación (dieta parlamentaria). En la sesión de 3 de septiembre del mismo año, el Senado de Chile aprobó en general, en segundo trámite legislativo, dicho proyecto de ley. 
A la sesión del día siguiente, un grupo de jóvenes oficiales del ejército concurrió a las galerías del Senado con el fin de expresar su oposición a la aprobación de la dieta parlamentaria y la postergación de la tramitación de las leyes sociales. Hicieron golpear sus sables contra el suelo como señal de desafío y de respaldo a la agenda social del Presidente Arturo Alessandri Palma.

### Comité Militar
El 5 de septiembre de 1924 un grupo de oficiales constituyeron el llamado Comité Militar. Los uniformados concurrieron a La Moneda a expresar su disgusto a Alessandri, presentándole una serie de peticiones en relación con el despacho de los proyectos de ley que permanecían pendientes, ante lo cual el presidente se comprometió a buscar solución con la condicionante de que ellos volvieran a sus cuarteles. Aun así los militares chilenos preparaban un golpe a realizarse el día 11 de septiembre. 
Ante dicha presión, el Congreso Nacional aprobó en las sesiones del 8 al 9 de septiembre las iniciativas de corte social: jornada laboral de ocho horas, supresión del trabajo infantil, reglamentación del contrato colectivo, la ley de accidentes del trabajo y seguro obrero, legalización de los sindicatos, la ley de cooperativas y la creación de los tribunales de conciliación y arbitraje laboral; todas pospuestas anteriormente por ambas cámaras legislativas. 
Sin embargo, el comité militar prefirió seguir funcionando, y le pidió a Alessandri que disolviera el Congreso. Tras este hecho, Alessandri, atrapado en una situación que ya no podía manejar, vio su poder en jaque y presentó su renuncia el 9 de septiembre, a lo que el comité se negó, pero le otorgó una licencia por seis meses que pasaría en Europa.

## Junta de Gobierno
El 11 de septiembre, se instaló una junta de gobierno, presidida por Luis Altamirano, que decretó ese mismo día la disolución del Congreso Nacional, tras 93 años de funcionamiento ininterrumpido.
| Posición            | Nombre                       |
| ------------------- | ---------------------------- |
| General de División | Luis Altamirano Talavera     |
| Vicealmirante       | Francisco Nef Jara           |
| General de División | Juan Pablo Bennett Argandoña |

## Debate historiográfico
El carácter de los golpes de Estado de 1924 y 1925 ha sido puesto en discusión por varios historiadores, como René Millar Carvallo, quien ha estudiado los componentes profesionales en las demandas de los militares; Jorge Rojas Flores, enfatizando las propuestas de reforma social que acompañaron a las distintas facciones, así como José Luis Díaz Gallardo, quien se ha centrado en la recepción de las ideas patrióticas entre los militares jóvenes.